# Pinatar Club de Fútbol
El Pinatar Club de Fútbol fue un club de fútbol de España, de la ciudad de San Pedro del Pinatar (Murcia). Fue fundado en 1971 y ha jugado la mayor parte de su historia en el grupo XIII de la Tercera División de España.

## Historia
El Pinatar Club de Fútbol fue fundado en 1971. En la temporada 1975/76 consiguió el ascenso a Territorial Preferente y 4 años más tarde, en la 1979/80, consiguió el ascenso a Tercera División por primera vez. Ese año el Pinatar quedó 7.º, lo que el año anterior no le habría supuesto el ascenso, pero gracias a la ampliación de la Tercera ascendieron 15 equipos desde Preferente.
En su estreno en Tercera realizó dos campañas muy dignas clasificándose 10.º, pero en la 1982/83 no logró la permanencia y regresó a Preferente. La gran debacle llegaría en 1985, cuando descendió a Primera Regional. Tras varios años en la categoría consiguió de nuevo ascender a Preferente, y en 1991 regresó a Tercera División. 
En la temporada 1995/96 consiguió ser el único equipo de todo el Grupo XIII de Tercera División que no perdió en su propio feudo, dentro de lo que fue un año difícil con la presencia de históricos como el Real Murcia y el Cartagena FC.
Desde el ascenso de 1991, se mantuvo durante 7 años consecutivos en la categoría, pero en la 1997/98 pierde la categoría tras un mal ejercicio. En 2000 logra recuperar la categoría por vía administrativa, debido al descenso por impagos del Santomera CF. Pero la siguiente temporada fue desastrosa, siendo muy goleado y se ve otra vez en Preferente. En el año siguiente consigue el ascenso y desde 2002 se mantiene en Tercera División.
En la 2005/06 hace historia clasificándose para el play-off de ascenso a Segunda División B. En su primera eliminatoria se enfrenta al Valencia B, que vence los dos partidos (0-1 en San Pedro del Pinatar y 2-0 en Paterna). Desde ese momento el objetivo del equipo fue volver a clasificarse para el play-off, lo cual estuvo cerca de conseguir durante tres temporadas consecutivas, desde la 2007/08 a la 2009/10. Son dignos de reseñar los récords conseguidos por el club, marcando 90 goles  en la primera de estas temporadas y alcanzado la cifra de 80 puntos en la última.
Otro éxito destacable en esos años fue el triunfo en la temporada 2007/08 en la Copa Federación de la Región de Murcia, superando al Bala Azul y al Caravaca en una liguilla y posteriormente en la final al campeón de ese año del Grupo XIII, el Ciudad de Lorquí, por 3-1. En la fase nacional fue eliminado en 1/32 de final por el Linares CF, que ganó ambos encuentros por 2-1 y 3-5.
En las dos temporadas siguientes el equipo se mantuvo lejos de las posiciones de ascenso logrando la permanencia en el Grupo XIII de Tercera División. Sin embargo, en la temporada 2012/2013 acaba último clasificado y a los problemas deportivos se sumaron los económicos, que no pudo solventarlos el club de forma que en agosto renuncia a salir en Preferente Autonómica y posteriormente se certifica la desaparición de la entidad.

## Uniforme
- Uniforme titular: Camiseta blanca, pantalón azul y medias azules.
- Uniforme alternativo: Camiseta amarilla, pantalón negro y medias blancas.

## Cronología de los entrenadores
- Manuel Sánchez Palomeque (2004-2006)
- Antonio Cerdá (2006-2007)
- José Ramón López Vicente (2007-2008)
- Jose Carlos Trasante (2008-2010).
- Jorge Muñoz Díaz (2009-2010).
- Severo García Moreno (2010-2011).
- Paco Onrubia (2010-2011).
- Antonio Rubio (2011-2012).
- Santos Sánchez Martínez (2012-2013).

## Otras secciones y filiales
Pinatar CF B
El Pinatar CF B es el primer equipo filial del Pinatar CF. Fue fundado en el año 1995 y surgió con la idea de suministrar jugadores para la primera plantilla del club.

## Datos del club
- Temporadas en Primera División: 0.
- Temporadas en Segunda División: 0.
- Temporadas en Segunda División B: 0.
- Temporadas en Tercera División: 21.
- Mejor puesto en la liga: 3.º (Tercera División, temporada 2005-06).
- Peor puesto en la liga: 21.º (Tercera División, temporada 2000-01).

## Palmarés

### Torneos regionales
- Copa Federación de la Región de Murcia (2): 2003/04 y 2007/08.